# Миа Чорак Славенска
Миа Чорак Славенска (Брод на Сави, 1916 − Лос Анђелес 2002) била је југословенска и америчка примабалерина.

## Биографија
Миа Славенска, рођена је 20. фебруара 1916. године у Броду на Сави (данас Славонски Брод), као Миа Чорак, од оца Србина Милана Чорака, угледног апотекара и мајке Италијанке Хедвиге Палме Чорак.
Млада Чорак балет учи код Џосефине Вајс и Маргарите Фроман, а први пут наступа на позорници Народног земаљског казалишта у Загребу (данас: Хрватско народно казалиште) 1924. године, када се премијерно изводи Барановићев балет „Лицитарско срце“.
Даље усавршавање наставља у Бечу, да би од 1929. у Загребачком ХНК-у била ангажована као солисткиња, али ускоро и као прва југословенска примабалерина, јер су до тада у том позоришту ангажовали стране плесачице. Током њеног наступа на Олимпијским играма 1936. у Берлину, гдје је био организован и плесни турнир, Миа је извела запажен наступ са тачком „Из моје домовине“. Након тога, уследиле су многобројне понуде за њен ангажман у иностранству.
Њен први велики међународни ангажман догодио се приликом отварања Рокфелеровог позоришта у Паризу, гдје Миа наступа заједно са звјезданим Сергејом Лифаром као партнером у балету „Триумф Давидив“. Заредали су њени наступи у више градова у Европи и Африци.
Године 1938. Миа одлази у Сједињене Државе, гдје ниже успјех за успјехом у свјетски познатом Метрополитану. Плесни партнери су јој неки од најпознатијих плесача свих времена, уз већ споменутог Лифара, Јушкевић и Мјасин. И у Америци је побудила велики интерес, гдје поновно прима одличне критике. Миа се испробала и на филму „Смрт лабуда“, који је освојио прву награду на такмичењу умјетничког филма у Паризу. Након Другог свјетског рата удаје се за Курта Нојмана, аустријског глумца, с којим има ћерку Марију. Године 1947. узима америчко држављанство, а њено дотад умјетничко име Славенска постаје ново презиме.
У Њујорку 1960. године отвара балетни студио, па се све више посвећује педагошком раду, да би 1963. и коначно напустила позориште. До почетка осамдесетих предавала је на Универзитету Калифорније у Лос Анђелесу, након чега одлази у пензију. Преминула је 5. октобра 2002. године у Лос Анђелесу, а по сопственој жељи, сахрањена је на загребачком гробљу у Мирогоју, на православном одјелу. У знак спомена на ову велику умјетницу, њен родни град, Славонски Брод, поставља 2004. године спомен плочу на кућу у којој се родила, проглашавајући је највећом „хрватском“ балерином свих времена.